# 巽豊彦
巽豊彦（たつみ とよひこ、1916年（大正5年）9月12日 - 2013年（平成25年）12月9日）は、日本の英文学者。上智大学・上智大学短期大学部・東京工科大学名誉教授。巽孝之丞の次男で、長男に巽孝之がいる。東京生まれ。

## 人物・経歴
第二次世界大戦において、日本軍により召集を受けた戦争経験者である。戦争終結後の1946年に復員した。2013年12月9日に死去。死因は老衰であった。カトリック信者であった。

## 略歴
- 1940年 東京帝国大学文学部英文科卒業、長崎東稜中学校教諭、12月依願退職、入営。
- 1946年 上智大学予科、上智大学文学部教授
- 1973年 上智大学短期大学部教授
- 1982年　定年退職、特別待遇教授
- 1986年 退職、名誉教授、東京工科大学工学部一般教養学系主任教授
- 2003年11月 瑞宝小綬章受章[4]
- 2013年 12月9日死去。97歳没

## 著書
- 『愛情は空気のごとく』中央出版社、1964年
- 『人生の意味』南窓社、1985年
- 『人生の風景』南窓社、1996年
- 『人生の住処』彩流社、2016年。遺稿集（巽孝之編）

### 翻訳
- パトリック・オコンナー『三千万のアメリカ人』毎日新聞社、1947年
- 『ニューマン著作集 第1・2巻 アポロギア 我が宗教的見解の歴史』エンデルレ書房、1948年 - 1958年
- ニコラス・ロゲン『イギリス文学史』創文社、1955年
- フルトン・J.シーン『見よこの女性を』中央出版社（ユニヴァーサル文庫）、1956年
- ルコント・デュ・ヌイ『人間の運命』刈田元司共訳　出版共同社（世界の名著）、1958年
- フルトン・J.シーン『どういう人が嫌われるか?』高淵洸子共訳、中央出版社（ユニヴァーサル文庫）、1959年
- ウイリアム・ジョンストン『愛への道』東京信友社 1962年
- A.V.カーム、E.V.クロウネンバーグ、S.A.ムトウ 自己に関する28章』中央出版社、1975年
- A.V.カーム、E.V.クロウネンバーグ、S.A.ムトウ『共同と孤立に関する14章』中央出版社、1979年
- イーヴリン・ウォー『夜霧と閃光 エドマンド・キャンピオン伝』中央出版社、1979年
- G.ブアジンスキ『クラクフからローマへ 教皇ヨハネ・パウロ二世』中央出版社、1980年
- バジル・ヒューム『旅する神の民 信仰生活の指針』難波田紀夫共訳、中央出版社、1985年
- ハインリッヒ・デュモリン『人生と愛』編 南窓社、1989年
- 『ギャスケル全集(3)　ルース』大阪教育図書、2001年
- ウィリアム・ジョンストン『愛する 瞑想への道』監訳、岡島禮子・柿崎瑛子・三好洋子共訳、南窓社、2004年